# Erigavo
Erigavo(somali:  Ceerigaabo) também escrito como Erigabo, é a capital e maior cidade da região de Sanaag, na Khatumo.
- Latitude: 10° 37' 05" Norte
- Longitude: 47° 22' 12" Leste
- Altitude: 1.788